# 雲林縣斗南鎮僑真國民小學
雲林縣斗南鎮僑真國民小學（簡稱僑真國小）是一所公立小學，位在臺灣雲林縣。成立於1961年（民國50年）。

## 校史沿革
1960年，臺灣省政府教育廳令准建校，由雲林縣斗南鎮公所購地，獲八七水災餘款64萬元，興建教室。1961年，教育廳令准成立學校，稱雲林縣斗南鎮僑真國民學校，嗣由雲林縣政府派任雲林縣斗南鎮斗南國民學校教導主任李振賢兼代校長。同年4月15日，奉雲林縣政府令，正式成立，17日遷入校址上課。當年10月開始辦理學童午餐。
1968年實施九年國民義務教育，遂於8月1日改名為雲林縣斗南鎮僑真國民小學。
1969年，僑真國小獲指定為社會科研究發展中心。

## 學校特色
僑真國小推行理財教育，兒童節禮物以購物券取代實物；推行生命教育，與伊甸基金會合作辦理身障體驗活動。

## 校務組織
僑真國小置校長，綜理校務；設校務會議、行政會議及各種委員會，推行校務；設教務處（下設教學組、註冊組、設備組、資訊組）、學務處（下設訓育組、體育組、生教組、衛生組）、總務處（下設事務組、文書組、出納組）、輔導室（下設輔導組、資料組）、人事室、會計室。